# 100049 Césarann
(100049) Césarann, denumire internațională (100049) Cesarann, este un asteroid din centura principală de asteroizi.

## Descriere
100049 Césarann este un asteroid din centura principală de asteroizi. A fost descoperit pe 6 octombrie 1991 la Observatorul Palomar de Andrew Lowe. Asteroidul prezintă o orbită caracterizată de o semiaxă mare de 2,36 ua, o excentricitate de 0,20 și o înclinație de 3,3° în raport cu ecliptica.